# Jacob van der Dussen (1763-1820)

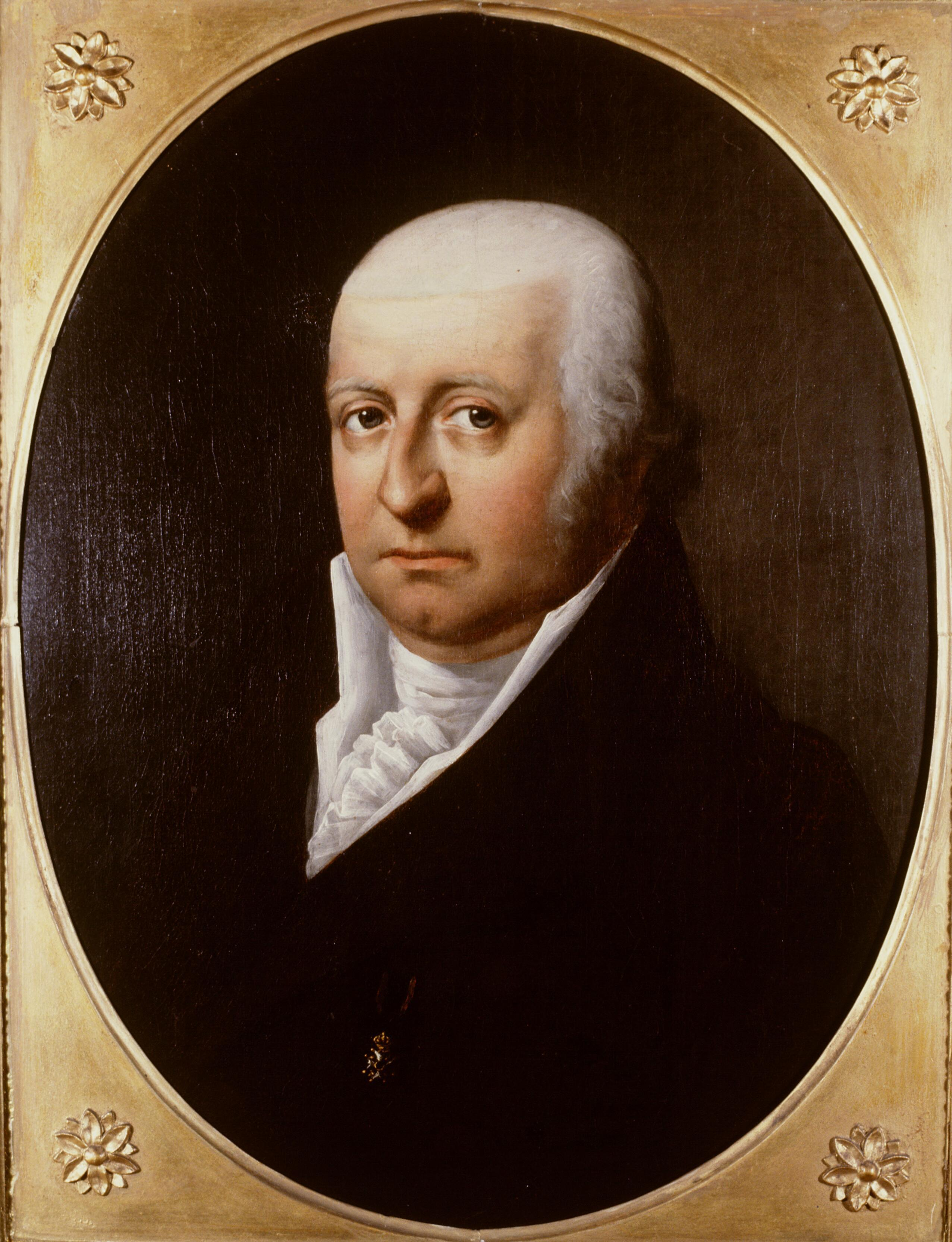
Jacob van der Dussen

Jonkheer Jacob van der Dussen (Baarn, 12 december 1763 - 's-Hertogenbosch, 24 december 1820), was lid van gedeputeerde staten van Noord-Brabant en lid van de Eerste Kamer.
Jacob van der Dussen werd geboren op Kasteel Groeneveld in Baarn als zoon van de Meesterknaap van Gooiland, Jan Lucas van der Dussen en Johanna Maria Chalon.
Van 1783 tot 29 december 1785 studeerde hij Romeins en hedendaags recht aan de Hogeschool te Utrecht. Zijn dissertatie was getiteld Commentarius historico juridicus ad diplomata quaedam Batava adhuc anecdota. Op 22 mei 1811 huwde hij in Braunschweig Henriette Wilhelmine Neumann met wie hij zes kinderen kreeg. Bij besluit van keizer Napoleon van 27 januari 1813 werd Van der Dussen baron de l'Empire. Hij was tevens ridder in de Orde van de Nederlandse Leeuw.
Van 1794 tot 1795 was hij ambtman uit het Land van Cuijk, dijkgraaf, rechter en schout te Grave. In 1815 kwam hij namens Brabant in de Grondwetscommissie. Voor de ridderschap was hij van 19 september 1814 tot 26 september 1815 lid Provinciale Staten van Brabant. Gedurende vijf jaar, 21 september 1815 tot 24 december 1820, was hij Eerste Kamerlid.

## Dichter
Jacob van der Dussen schreef ook gedichten, waaronder
- Geluk in: Mnemosyne van de Heeren Tydeman en van Kampen (1819) D. VII. bl. 293-300
- Het Hoogste Goed, Leerdicht, Amsterdam. 1791 p. 8o.
- Proeve over den Mensch na het Engelsch van Pope herdrukt met zijn naam onder de titel Proeve van Overzetting uit het Engelsch, 's-Hertogenbosch, 1820. 8o.[3]